# Trompetenkonzert E-Dur (Hummel)

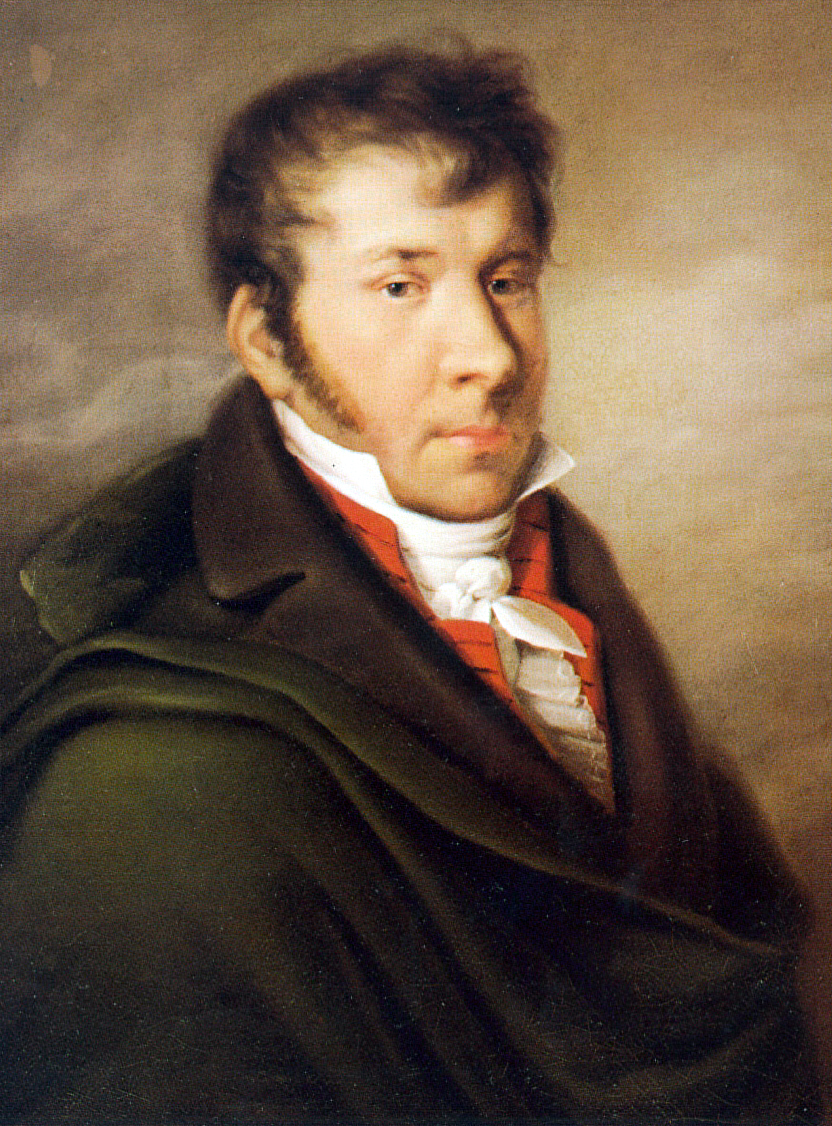
Johann Nepomuk Hummel (1778–1837)

Das Konzert für Trompete und Orchester E-Dur (WoO 1 bzw. S 49; Titel: Concerto a tromba principale) von Johann Nepomuk Hummel entstand 1803 für den Wiener Hoftrompeter Anton Weidinger, der auf seiner Klappentrompete über die damals einzigartige Möglichkeit verfügte, chromatische Töne auf der gesamten Skala spielen zu können. Es wird heutzutage oft in der nach Es-Dur transponierten Fassung (1957) aufgeführt und zählt zu den beliebtesten und meistgespielten Werken im Repertoire der Trompete. Der Tonumfang des Soloparts reicht vom Pedalton E bis zum h2. Die Spieldauer beträgt circa 18 Minuten.

## Vorbemerkung
Um 1800 wurden vermehrt Versuche unternommen, der bis dahin auf Naturtöne beschränkten Trompete zu einer durchgehenden chromatischen Skala zu verhelfen. Dies geschah entweder durch spezielle Stopftechniken, einen Zugmechanismus oder durch das Anbringen mehrerer, durch Klappen verdeckter Löcher. Ziel war es, das Instrument fortan auch in den tiefen Lagen melodisch verwenden zu können. Leider waren all diese Neuerungen aber stets auch mit klanglichen Einbußen verbunden, denn die durch Klappen ermöglichte Verkürzung der Luftsäule veränderte die Klangfarbe, wodurch das Instrument zugleich an Kraft einbüßte.
Erst Anton Weidinger (1766–1852), der seit 1799 als kaiserlicher Hoftrompeter in Wien wirkte und sich in Zusammenarbeit mit dem deutschen Instrumentenbauer August Beyde (1789–1869) nachhaltig für die Entwicklung der Klappentrompete einsetzte, schien es um die Jahrhundertwende gelungen, ein qualitativ überzeugendes Instrument zu präsentieren, wie 1802 in der Leipziger Allgemeinen musikalischen Zeitung zu lesen war:

„Oeffentlichen Nachrichten zu Folge hat der kaiserl. Hoftrompeter, Herr Weidenmayer [sic], eine Trompete mit Klappen erfunden, auf welcher man durch zwey Oktaven alle halben Töne ganz rein und sicher angeben kann.“

Da Weidinger offenbar auch als Solist eine hohe Reputation genoss, konnte er bei einigen der bedeutendsten Komponisten seiner Zeit schöpferisches Interesse hervorrufen. So entstanden u. a. die mit Klavier, Mandoline, Trompete und Kontrabass kurios besetzte Sinfonia concertante (1798) von Leopold Koželuh oder das Trompetenkonzert in Es-Dur (1796) von Joseph Haydn, bei dem die neuen Möglichkeiten des Instruments vollends ausgelotet werden.

## Entstehung und Wirkung
Auch Johann Nepomuk Hummel zeigte sich gegenüber der neuen Klappentrompete aufgeschlossen: Bereits um 1802 komponierte er für Weidinger ein Trio für Klavier, Violine und Trompete (verschollen) und im darauffolgenden Jahr schließlich das Trompetenkonzert in E-Dur, dessen mit Fine. den 8ten Decemb. [1]803 datiertes Partiturautograph im Nachlass des Komponisten erhalten ist. Die Uraufführung fand am 1. Januar 1804 als Teil der Tafelmusik bei einem öffentlichen Bankett des kaiserlichen Hofs statt, wie folgender Eintrag im Tagebuch von Joseph Carl Rosenbaum belegt:

„Die Musick begann mit einer Sinfonie, dann folgte Simonis Th[ereses] arie vom Cimarosa und Mayer, Weidingers Trompeten Concert vom Hummel, ein Duett vom Mayer, und zum Schluss eine Sinfonie.“

Wie der deutsche Musikwissenschaftler Michael Kube im Vorwort der Urtextausgabe im Verlag Breitkopf & Härtel erwähnt, verbinde Hummel die vertraute Dreiklangsmotivik des Instruments mit Kantilenen, Figurationen und Trillern, die durch die neue Klappenmechanik erst möglich geworden waren – und dies in besonderer Weise auch in tiefer Lage. Musikalisch weise die Partitur darüber hinaus einige Anspielungen auf: So erinnere das Hauptthema des Kopfsatzes mit seinem prägnanten Rhythmus, den Oktavsprüngen und der Fortspinnung an die Eröffnung von Mozarts sogenannter Haffner-Sinfonie KV 385; Gestus und Gangart des Andante gemahnten an den langsamen Satz aus Mozarts Klavierkonzert C-Dur KV 467. Bei dem marschartigen Einschub im abschließenden Rondo (T. 167ff) handele es sich gar um ein wörtliches Zitat aus Luigi Cherubinis von anhaltendem Erfolg begleiteter Opéra comique Les Deux Journées, die zeitgleich 1802 im Theater an der Wien sowie am Kärntnertortheater herausgebracht wurde.
Weiter bemerkt er, dass Hummels Konzert für ein weit mensuriertes, mit fünf Klappen versehenes und auf dem Grundton E basierendes Instrument gedacht sei. Dass Komponist und Interpret bei der Ausarbeitung des Soloparts tatsächlich zusammenwirkten, würden einige Eigentümlichkeiten des Autographs vermuten lassen. So hätte Hummel bei der Reinschrift seiner Partitur (mit brauner Tinte) das Trompeten-System zunächst frei gelassen, um die Stimme zu einem späteren Zeitpunkt (mit schwarzer Tinte) sauber nachzutragen. Dabei hätte er nicht nur den Titel des Concerto durch die Angabe a Tromba principale präzisiert, sondern auch Ort und Zeit der Aufführung ergänzt: prodotto il 1mo Genajo [1]804 alla tavola di Corte dal Sig. Weidinger. Wohl aus spieltechnischen Erwägungen seien später noch einige Passagen der Solostimme mit roter Tinte überarbeitet und zwei Abschnitte des langsamen Satzes gestrichen worden. Kube meint weiter, dass der Grund für diesen musikalisch nicht immer überzeugenden Revisionsprozess in klanglichen Schwächen des Soloinstruments zu suchen sein dürften. Auch dürfe davon ausgegangen werden, dass dies auf Anregung von Weidinger allein aus spieltechnischen Erwägungen heraus geschehen war.
Das Trompetenkonzert E-Dur entstand im Übergang von der Wiener Klassik zur Romantik, was sich in vielerlei Hinsicht offenbart:
- Im Vergleich zu seinem Vorgänger Haydn setzt Hummel die unterdessen weiterentwickelte Klappentrompete nun quasi ausnahmslos solistisch ein und verzichtet somit (selbst in chromatischen Passagen) weitestgehend auf Verdoppelungen mit anderen Instrumenten.
- Die „klassisch-basierte“ Harmonik erscheint hier angereichert durch alterierte Akkorde, Enharmonik sowie tonartliche Ausweichungen oder Modulationen in den Variantbereich. Im Sinne der Romantik erweitert Hummel dabei auch die ursprüngliche Tonartendisposition der Sonatensatzform (mit Grund- und Dominanttonart, also E-Dur bzw. H-Dur) um die Dimension der Mediante (G-Dur und C-Dur).
- Entgegen den kompositorischen Gepflogenheiten der Zeit verwendet Hummel – vergleichbar mit Mozart, jedoch im Gegensatz zu Haydn oder Beethoven – bevorzugt eine Vielzahl von Motiven und Themen, ohne diese jedoch konsequent zu verarbeiten. Meist werden stattdessen verschiedenartige musikalische Phrasen zu umfangreichen Themenkomplexen aneinandergereiht; so besteht das insgesamt 18-taktige Hauptthema des 1. Satzes z. B. aus vier Abschnitten unterschiedlicher Länge und gliedert sich in 18 / 6 (2+4) + 4 + 4 + 4 Takte.

## Musikalische Gestalt (Analyse)

### 1. Satz: Allegro con spirito
E-Dur, 4/4-Takt, 311 Takte

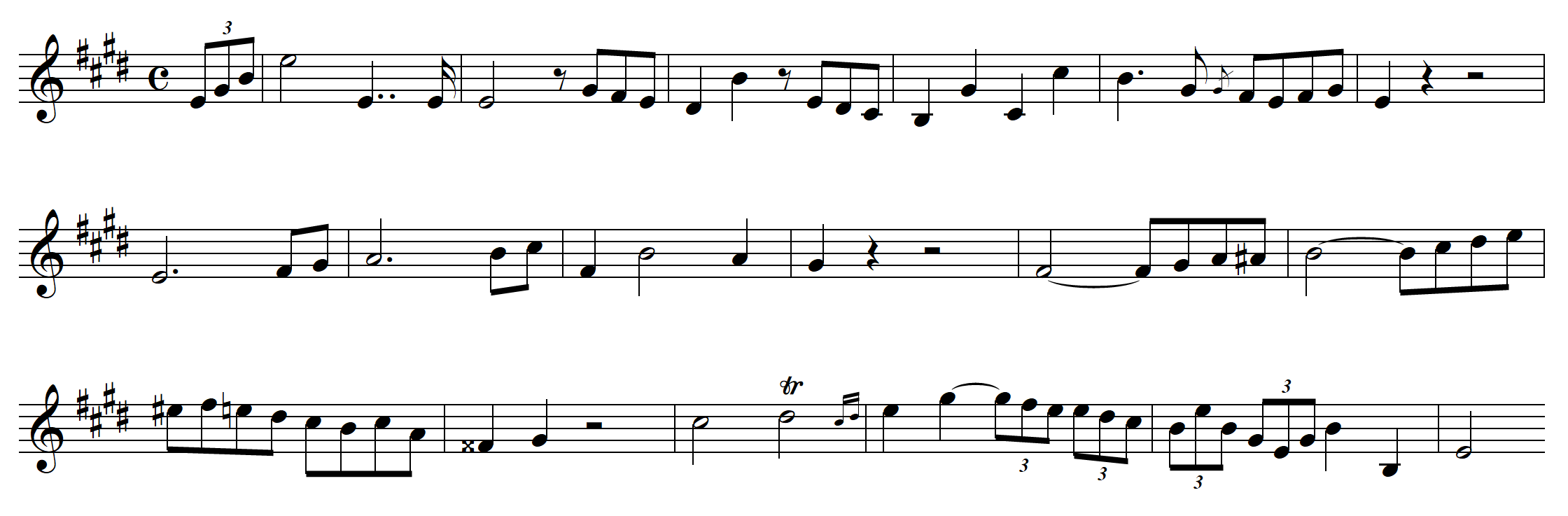
Hauptthema der Trompete (T. 67–84), 1. Satz [Urtext

Der Kopfsatz steht in Sonatensatzform. Die Orchesterexposition (T. 1–66) eröffnet mit dem prägnanten und kontrastreichen Hauptthema in der Grundtonart E-Dur, welches hier zunächst halbschlüssig endet. Die Weiterführung des Hauptsatzes durch das Orchestertutti beginnt mit einer Imitation des Themenkopfes und nimmt in der Folge allmählich Überleitungscharakter an, ehe Hummel – entgegen allen Konventionen – bereits in der 1. Exposition (T. 14–22) in die Dominanttonart H-Dur moduliert. Im Rahmen der Überleitung erscheint in T. 31 eine neue, punktierte Geste in der Varianttonart e-Moll und führt nach einer allmählichen Steigerung schließlich auf die Dominante zurück, wo die Musik mittels Fermate erstmals zum Stillstand kommt. Der Seitensatz (T. 43–54) steht normhaft in E-Dur. Das grazile Seitenthema besteht aus einem 2-taktigen Modell der Streicher im Wechsel mit den Bläsern, seiner Sequenz, einem 2-taktigen Hornduett, dessen echoartiger Wiederholung gemeinsam mit der Flöte und mündet im weiteren Verlauf nahtlos in die Schlussgruppe (T. 54–63), welche durch eine schlichte, kadenzierende Codetta (T. 64–67) erweitert ist und so den ersten Einsatz der Solotrompete in T. 67 musikalisch vorbereitet.
Die Soloexposition (T. 67–170) beginnt mit dem Hauptthema in E-Dur in der Trompete, dieses erscheint nun aber mit einem Auftakt und ist formal auf insgesamt 18 Takte erweitert. Wie zuvor bereits Haydn, setzt auch Hummel das Instrument hier in der tiefen Prinzipal-Lage ein, wo schrittweise durchgängige Tonfolgen nur dank der neuen Klappenmechanik spielbar sind. Die Weiterführung des Hauptsatzes verwendet diesmal Material der ursprünglichen Schlussgruppe (vgl. T. 54–57) und moduliert in der Folge überraschend in die Paralleltonart cis-Moll. Inmitten der Überleitung erklingt nun ein neues Thema im Solopart (T. 90–98), welches nach einer kurzen Rückmodulation auf der Doppeldominante endet und von einem zweimaligen Dialog des Orchesters mit der Solotrompete in H-Dur bzw. h-Moll abgelöst wird, ehe in T. 108 eine abschließende Unisono-Passage zum Seitensatz überleitet. Das Seitenthema (T. 112–127) in H-Dur erscheint nun ebenfalls verändert: Hummel erweitert das Thema auf insgesamt 16 Takte mit periodischer Gliederung: Der zweiteilige Vordersatz erklingt in der Trompete, der Nachsatz beginnt mit den 1. Violinen und der Oboe, wird danach vom Solopart übernommen und moduliert unerwartet in die Medianttonart G-Dur. Nach einer kurzen Rückmodulation nach H-Dur folgt eine 17-taktige Solopassage mit figurativem Material, welche den Seitensatz in T. 146 virtuos abschließt. Im Rahmen der Schlussgruppe (T. 146–170) verwendet Hummel zunächst Überleitungsmaterial (vgl. T. 14–29), weicht vorübergehend nach h-Moll aus und endet schließlich normhaft in der Dominanttonart.
Die Durchführung (T. 171–210) gliedert sich in drei Abschnitte: Die Einleitung (T. 171–176) durch das Orchester knüpft zunächst ans punktierte Schlussmotiv (vgl. T. 170) an und moduliert in der Folge mittels enharmonischer Umdeutung in die Medianttonart C-Dur, im Kern (T. 176–204) erklingen direkt nacheinander Fragmente des Haupt- und Seitenthemas in der Solotrompete, ehe in T. 190 dann ein neuer, nach e-Moll modulierender Gedanke einführt wird. Die Rückleitung (T. 205–210) durch das Orchestertutti führt erwartungsgemäß auf den Dominantseptakkord von E-Dur, ehe in T. 211 die Reprise einsetzt.
Die Reprise (T. 211–311) in der Grundtonart E-Dur eröffnet wiederum mit dem Hauptthema in der Trompete, dieses ist nun aber auf 14 Takte verkürzt und moduliert gegen Ende überraschend nach A-Dur. Die Überleitung (T. 224–253) erscheint ebenfalls variiert: Das Überleitungsthema (T. 227–247) beginnt diesmal mit dem Kopfmotiv in fis-Moll und moduliert in der Folge zurück auf die Dominante, wo nach einem zweimaligen Dialog des Orchesters mit der Solotrompete in E-Dur bzw. e-Moll und einer abschließenden Unisono-Passage der Seitensatz folgt. In T. 245 erklingt mit dem im Bassschlüssel notierten E der tiefste Ton des Konzerts. Das Seitenthema (T. 254–273) in E-Dur hat Hummel diesmal auf 20 Takte erweitert und auch melodisch deutlich verändert, es verbleibt jedoch gesamthaft in der Grundtonart. Die nachfolgende Solopassage ist auf insgesamt 27 Takte ausgebaut und mündet nach einem markanten Varianttrugschluss in T. 285/6 sowie einer charakteristischen Trillerfigur auf dem fis2 (T. 293–299) direkt in die Schlussgruppe. Auf eine Solokadenz, die in Konzertwerken üblich (und somit in T. 288 zu erwarten) wäre, verzichtet Hummel in seinem Trompetenkonzert gänzlich. Der Kopfsatz endet mit der ursprünglichen Schlussgruppe (vgl. 54–62), welche nun durch eine 4-taktige Coda erweitert ist und mit dem Kopfmotiv des Anfangs abschließt.

### 2. Satz: Andante

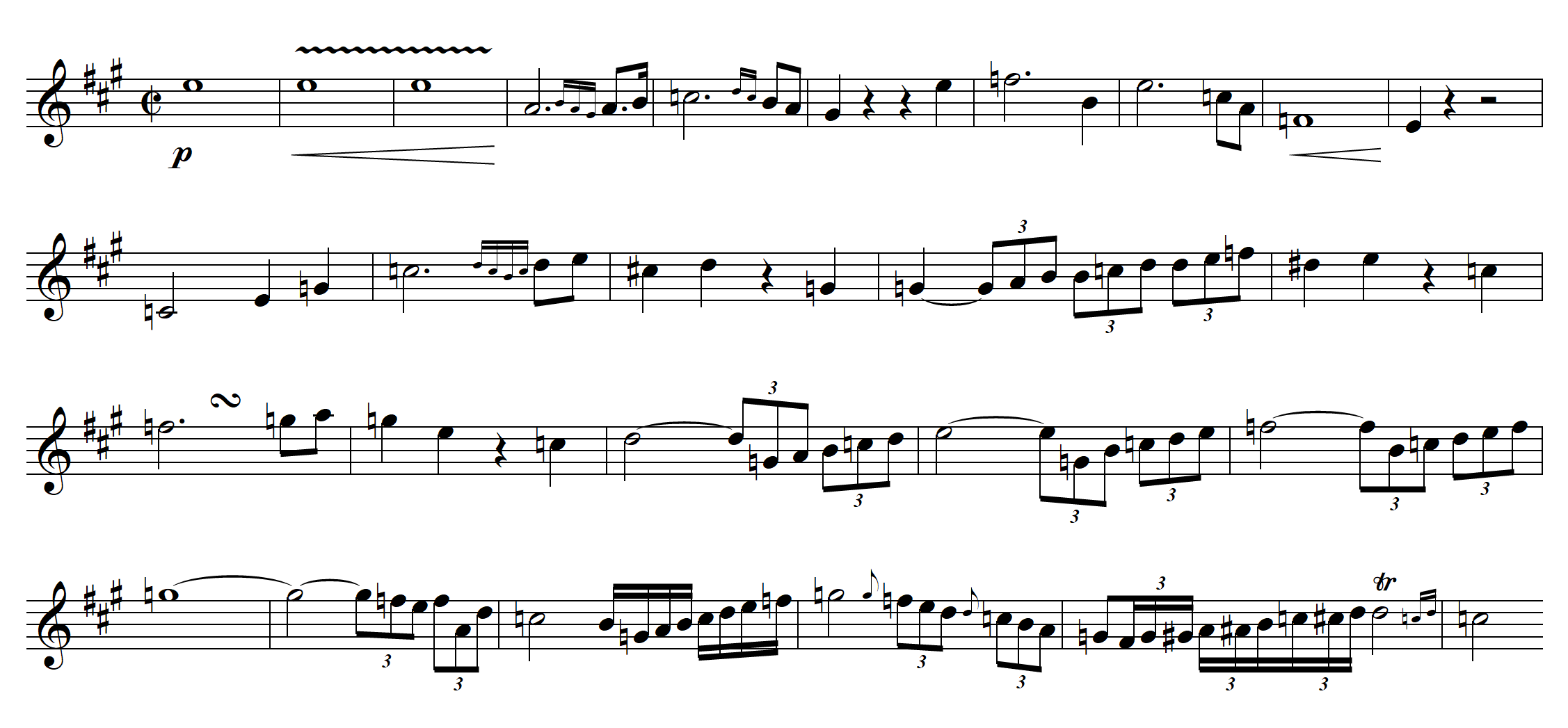
Hauptthema der Trompete (T. 3–28), 2. Satz [Urtext

a-Moll, 2/2-Takt (alla breve), 63 Takte
Der Mittelsatz steht in der Mollsubdominanttonart a-Moll und gliedert sich im Sinne einer mehrteiligen Liedform in A – B – A' – B' + Coda (mit integrierter Überleitung zum finalen Rondo). Abgesehen von der für langsame Konzertsätze eher seltenen Molltonart ist die Solostimme im Urtext durchwegs mit den Vorzeichen von A-Dur notiert. Nahezu im gesamten Andante ist die Trompete das melodieführende Instrument, was den Solopart bzgl. Kraft und Ausdauer sehr anstrengend macht.
Nach einer zweitaktigen Einleitungskadenz in a-Moll setzt die Trompete mit dem ersten Thema (T. 3–12) ein: Über einem chromatischen Passus duriusculus (pizzicato) mit triolisch pulsierenden Tonwiederholungen in den Streichern erklingt im Solopart zunächst ein e’’ als Halteton bzw. Flattement (T. 4–5), woraus sich nachfolgend eine eigenständige Melodie entwickelt. Beide Phrasen enden halbschlüssig, ehe in T. 12 eine kurze Modulation in den B-Teil überleitet. Das zweite Thema (T. 13–28) in der Paralleltonart C-Dur ist als mehrgliedrige Phrasenkette gestaltet und endet mit einer dreitaktigen Codetta und einem an Vogelgezwitscher erinnernden Wechselspiel zwischen Flöte und Oboe. Interpretatorisch stellt sich hier wohl die Frage, ob das neue Thema direkt in T. 13 beginnt oder ob Hummel diesen Einstieg als Auftakt konzipiert hat (vgl. T. 43).
Die Reprise (T. 31–63) setzt unvermittelt wieder in der Grundtonart a-Moll ein, erscheint jedoch variiert: Das Thema der Solotrompete (T. 32–41) ist melodisch verändert, formal bzw. harmonisch aber durchaus mit dem ursprünglichen Thema des A-Teils verwandt und endet diesmal überraschend in der Varianttonart A-Dur. Der nachfolgende B-Teil beginnt mit einer kurzen Einleitung (T. 41–42) und der Vorwegnahme von motivischem Materials in der Oboe, ehe im Solopart das ebenfalls umgestaltete, thematisch bzw. harmonisch jedoch verwandte Thema (T. 43–53) in A-Dur erklingt. Nach einer mehrfach kadenzierenden Coda (T. 53–63) kommt der Mittelsatz gemeinsam mit der Trompete zum Abschluss. Hummel integriert in der Folge aber noch eine modulierende Überleitung (T. 64–71), welche nach dramatischen Gesten (forte) mittels Fermate auf der Dominante von e-Moll (statt E-Dur) zum Stillstand kommt (pianissimo) und der 3. Satz quasi nahtlos angeschlossen wird (attacca subito il Rondò).

### 3. Satz: Allegro. Rondò
E-Dur, 2/4-Takt, 257 Takte

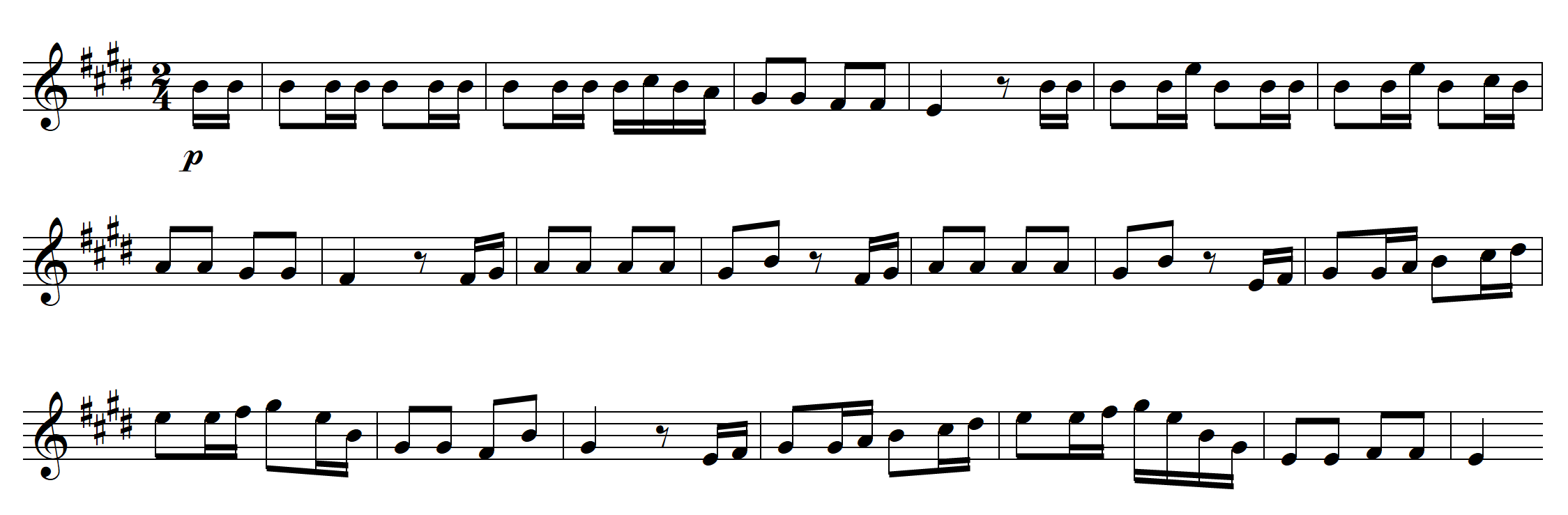
Hauptthema der Trompete (T. 1–20), 3. Satz [Urtext

Beim Schlusssatz mit der Gesamtform A – B – A' – C – Aneu (+ Coda) handelt es sich um ein variiertes Kettenrondo. Im Sinne eines Pasticcios zitiert Hummel dabei im letzten Refrain sogar Musik aus Luigi Cherubinis Opéra comique Les Deux Journées.
Das humorvoll-verspielte Hauptthema in E-Dur umfasst 20 Takte und beginnt zunächst unbegleitet. Die synkopierte Weiterführung des Hauptsatzes (T. 20–31) durch das Orchestertutti festigt die Grundtonart und schließt den Refrain mit dem Kopfmotiv des 1. Satzes ab. Das nachfolgende 1. Couplet (T. 32–58) setzt unvermittelt in der Dominanttonart H-Dur ein. Sein formelhaftes Thema umfasst insgesamt 27 Takte und besteht aus einem viertaktigen Modell, dessen Sequenz, einem kurzen Zwischenspiel des Orchesters sowie einer mehrgliedrigen Fortspinnung im Solopart. Die Rückleitung (T. 58–68) moduliert zurück in die Grundtonart, wo nach wiederholten motivischen Andeutungen in T. 89 schließlich die eigentliche Reprise einsetzt. Der Refrain in E-Dur beginnt diesmal mit einem erweiterten Auftakt und erscheint melodisch variiert (vgl. T. 79 und 87), ansonsten rekapituliert Hummel den Hauptsatz jedoch wörtlich.
Beim 2. Couplet (T. 100–167) in der Varianttonart e-Moll (Minore) handelt es sich um den bisher längsten und harmonisch reichsten Abschnitt im gesamten 3. Satz, auch bildet es charakterlich einen deutlichen Kontrast zu den bisherigen Formteilen. Das neue Thema umfasst 15 Takte und beginnt zunächst bedeutungsschwer in e-Moll, der zweite Teil steht dann überraschend in der Paralleltonart G-Dur und wirkt seinerseits wieder heiter und gelöst. Die nachfolgende Passage (T. 114–131) gestaltet Hummel als dialogisches Wechselspiel zwischen Orchester und Solotrompete, verwendet dabei aber primär figuratives Material und moduliert in der Folge zurück nach e-Moll, ehe es in T. 132 zur variierten Wiederaufnahme des Minore-Themas kommt. Die nachfolgende Rückleitung (T. 156–167) mündet direkt in den Refrain.
Der letzte Refrain (T. 167–232) verzichtet auf eine Reprise des Hauptthemas und verwendet stattdessen Musik aus Cherubinis Les Deux Journées. Charakterlich fühlt man sich dabei bisweilen an Marschmusik erinnert. Hummel verbleibt im Rahmen dieser Episode (Maggiore) weitgehend in der Grundtonart, stellt nun aber überwiegend das Orchester melodieführend in den Vordergrund. Im Solopart erklingt lediglich formelhaftes Material: Fanfarenmotive, Tonleiter- und Dreiklängsfiguren, auf- bzw. absteigende chromatische Linien mit Flattements (T. 218–221) bzw. Trillern sowie in T. 194–202 eine ans Haydn-Trompetenkonzert (vgl. 3. Satz, T. 86–93) erinnernde virtuose Geste. Wie schon im Kopfsatz verzichtet Hummel auch hier auf eine Solokadenz und beendet den Satz direkt mit einer zweiteiligen Coda (T. 235–257), welche nach einer Reminiszenz an Cherubini (vgl. T 185ff) und der wörtlichen Rekapitulation des ursprünglichen Hauptsatzes (T. 244ff) gemeinsam mit der Solotrompete feierlich abschließt.

## Besetzung
Trompete solo (in E), 1 Flöte, 2 Oboen, 2 Klarinetten (in A), 2 Fagotte, 2 Hörner (in E), Pauken (in e und H) und Streicher: Violine 1 & 2, Bratsche, Violoncello, Kontrabass
Im 2. Satz sind die Pauken tacet.